# Grigori Kromanov
Grigori Kromanov (ur. 8 marca 1926 w Tallinnie, zm. 18 lipca 1984 w Lahe) – radziecki i estoński reżyser filmowy i teatralny. Zasłużony Artysta Estońskiej SRR.

## Życiorys
Ukończył w 1953 roku Państwowy Instytut Sztuki Teatralnej im. Anatolija Łunaczarskiego w Moskwie. Po studiach pracował jako aktor w Państwowym Teatrze Dramatycznym im. Wiktora Kingisseppa w Tallinnie. W latach 1956–1961 był dyrektorem Tallinna Televisioonistuudios, w latach 1962–1963 głównym reżyserem ETV (Eesti Televisioon). W latach 1963–1981 pracował jako reżyser dla studia filmów fabularnych Tallinnfilm i jako reżyser Tallinna Televisioonistuudios.
Kromanow był bardzo aktywny, pracował jako reżyser telewizyjny, teatralny, realizował filmy fabularne, a także wykładał w Eesti Muusika- ja Teatriakadeemia lavakunstikool i Eesti NSV Riikliku Vene Draamateatri. Jednak jego kariera była hamowana przez władze komunistyczne a filmy podlegały cenzurze. W 1968 roku zrealizował dla telewizji film Meie Artur o popularnym wśród Estończyków autorze piosenek Arturze Rinneście, czym naraził się cenzurze i stracił wiarygodność wśród radzieckich władz. W 1969 roku nakręcił historyczny film Ostatnia relikwia, który odniósł duży sukces kasowy. W 1975 roku otrzymał nagrodę „Zasłużony Artysta Estońskiej SRR”.

## Filmografia

### Reżyser
- 1964: Põrgupõhja uus Vanapagan
- 1966: Mis juhtus Andres Lapeteusega?
- 1968: Meie Artur (TV film)
- 1969: Ostatnia relikwia, tyt. oryg. Viimne reliikvia
- 1975: Brylanty dla dyktatury proletariatu, tyt. oryg. Brillianty dlya diktatury proletariata
- 1979: „Hukkunud Alpinisti” hotell

### Scenariusz
- 1968: Meie Artur (TV film)

### Aktor
- 1960: Näitleja Joller
- 1965: Me olime kaheksateistkümneaastased